# Карлос Кальдерон
Карлос Кальдерон де ла Барка Переа (ісп. Carlos Calderón de la Barca Perea, 2 жовтня 1934, Мехіко — 15 вересня 2012, Пуебла) — мексиканський футболіст, що грав на позиції нападника, зокрема, за клуб «Атланте», а також національну збірну Мексики.

## Клубна кар'єра
У дорослому футболі дебютував 1954 року виступами за команду «Атланте», кольори якої захищав протягом чотирьох років. 
У 1958 році перейшов до клубу «Поса Рика», що нещодавно вийшов до другого дивізіону. Під кінець своєї активної кар'єри він зробив вагомий внесок у той факт, що «УНАМ Пумас» став чемпіоном Сегунди у сезоні 1961-62 і, таким чином, піднявся до Прімери, з якої більш не вилітав.

## Виступи за збірну
10 березня  1954 року дебютував в офіційних матчах у складі національної збірної Мексики. Протягом кар'єри у національній команді провів у її формі 10 матчів, забивши 3 голи.
У складі збірної був учасником чемпіонату світу 1958 року у Швеції, де зіграв з господарями (0-3).
Помер 15 вересня 2012 року від серцевого нападу в Пуеблі на 78-му році життя.

## Титули і досягнення
- Срібний призер Ігор Центральної Америки та Карибського басейну: 1954